# Leopold Kronecker
Leopold Kronecker (Legnica, 7 dicembre 1823 – Berlino, 29 dicembre 1891) è stato un matematico e logico tedesco.
È noto per la sua convinzione che l'analisi potesse essere interamente fondata sui numeri interi, convinzione rappresentata dal suo noto aforisma: "Dio fece i numeri interi; tutto il resto è opera dell'uomo". Questo atteggiamento pose Kronecker in conflitto con alcune delle estensioni della nozione di numero e della matematica introdotte da Georg Cantor.

## Biografia
Nacque da una famiglia ebrea facoltosa e seguì la religione di famiglia fino ad un anno prima della morte, quando divenne cristiano. 
Studiò al Gymnasium di Legnica dove ebbe come docente di matematica Ernst Kummer, al quale dovette la passione per questa disciplina e molti insegnamenti particolari; di Kummer fu amico per tutta la vita.
Nel 1841 Kronecker si iscrisse alla Università di Berlino, dove studiò con Peter Gustav Lejeune Dirichlet e Jakob Steiner; in questo periodo si interessò anche di astronomia, meteorologia, chimica e filosofia. Nel 1845 si laureò discutendo una dissertazione preparata con la supervisione di Dirichlet sulla teoria dei numeri algebrica, fornendo una particolare formulazione agli elementi invertibili di certi campi numerici algebrici.
Dopo la laurea Kronecker conobbe Carl Jacobi e Gotthold Eisenstein, ma successivamente per otto anni si occupò delle proprietà e degli affari di famiglia. Dal 1853 tornò alla matematica e, in una memoria di quell'anno sulla risolubilità algebrica delle equazioni, estese i risultati di Évariste Galois sulla teoria delle equazioni. Successivamente lavorò a Berlino in contatto con Kummer, Borchardt e Weierstrass, ottenendo una serie di brillanti risultati su teoria dei numeri, funzioni ellittiche, algebra e, soprattutto, sui mutui collegamenti fra questi settori. In un articolo del 1850 Sulla soluzione della equazione generale di quinto grado risolse l'equazione quintica applicando la teoria dei gruppi. Nel 1861 fu accolto nella Accademia di Berlino; non ricoprì invece incarichi universitari fino al 1883, quando accettò un'offerta dell'Università di Berlino.
Kronecker contribuì anche al concetto di continuità, chiarendo la distinzione tra numeri irrazionali e numeri reali. In analisi matematica Kronecker rifiutò la formulazione di una funzione continua mai differenziabile proposta da Karl Weierstrass.
Il finitismo di Kronecker, per quanto riguarda i fondamenti della matematica, ne fece un precursore dell'intuizionismo.
Al suo nome sono associate le nozioni di delta di Kronecker e prodotto di Kronecker, il teorema di Kronecker-Weber e il teorema di Kronecker in algebra lineare, il lemma di Kronecker nell'analisi matematica.